# Кардинал-довбоніс жовточеревий
Кардинал-довбоніс жовточеревий (Pheucticus chrysogaster) — вид горобцеподібних птахів родини кардиналових (Cardinalidae).

## Поширення
Вид поширений в Колумбії, Еквадорі, Перу, Тринідаді і Тобаго, Венесуелі. Його природні місця проживання — це субтропічні або тропічні сухі ліси, субтропічні або тропічні вологі гірські ліси, субтропічні або тропічні сухі чагарники і сильно деградовані колишні ліси.

## Спосіб життя
Харчується насінням, плодами і пагонами.

## Підвиди
Таксон включає два підвиди:
- Pheucticus chrysogaster laubmanni Hellmayr & Seilern, 1915 — живе на півночі Колумбії і на півночі Венесуели
- Pheucticus chrysogaster chrysogaster (Lesson, 1832) — мешкає в Андах на південному заході Колумбії та на півдні Перу.